# Basai (métro d'Agra)
 (mars 2025).
Si vous disposez d'ouvrages ou d'articles de référence ou si vous connaissez des sites web de qualité traitant du thème abordé ici, merci de compléter l'article en donnant les références utiles à sa vérifiabilité et en les liant à la section « Notes et références ».
Basai est une station de métro à Agra, dans l'Uttar Pradesh, en Inde. Située sur la seule ligne du métro d'Agra entre Fatehabad Road et Taj East Gate, elle a ouvert le 6 mars 2024, au lancement de ce réseau.